# Pella carolina
Pella carolina är en skalbaggsart som först beskrevs av Thomas Casey 1911.  Pella carolina ingår i släktet Pella och familjen kortvingar. Inga underarter finns listade i Catalogue of Life.